# James while John had had had had had had had had had had had a better effect on the teacher
« James while John had had had had had had had had had had had a better effect on the teacher » est une phrase anglaise, trompe-oreilles utilisé pour démontrer l'ambiguïté du mot « had » ainsi que la nécessité de la ponctuation.
Elle peut être considérée comme un puzzle grammatical,,
ou faire partie d'un test où le but sera de trouver la ponctuation qui donne un sens à la phrase. En 1947, Reichenbach s'en servit pour illustrer les différents niveaux de langage (à savoir langage objet et métalangage).
Dans le domaine de la recherche de la manière dont les personnes interprètent les informations issues de leur environnement, cette phrase servit à démontrer l'impact des décisions arbitraires sur la signification, de la même manière que le choix de la ponctuation change le sens de la phrase.
Par ailleurs, cette phrase démontre l'imprécision sémantique du mot « had », autant qu'elle illustre l'opposition entre un mot et la mention de ce mot.
Enfin, elle montre le niveau de complexité que peut atteindre une langue, tout en restant syntaxiquement correcte.

## Signification
L'ajout de marques de ponctuation rend la phrase plus intelligible :
« James, while John had had "had", had had "had had"; "had had" had had a better effect on the teacher. »
Traduit littéralement, cela donne :

« James, alors que John avait eu “avait”, avait eu “avait eu” ; “avait eu” avait eu un meilleur effet sur le professeur. »

Soit, plus clairement :

« Là où John avait mis “avait”, James avait écrit “avait eu” ; le professeur avait préféré “avait eu”. »